# Ogólnopolski Festiwal Interpretacji Piosenki Aktorskiej
Ogólnopolski Festiwal Interpretacji Piosenki Aktorskiej – ogólnopolski festiwal teatralno-muzyczny organizowany corocznie przez Pałac Młodzieży w Bydgoszczy. 

## Historia
Pierwsza edycja Festiwalu odbyła się w 2000 roku. Od początku swego istnienia impreza miała zasięg ogólnokrajowy i odbywała się pod honorowym patronatem Prezydenta Bydgoszczy. 
W edycjach 2000–2010 brali udział młodzi śpiewający aktorzy, reprezentujący środowiska muzyczne i teatralne całego kraju, m.in. Wrocław, Kraków, Warszawę, Lublin, Częstochowę, Bydgoszcz, Grudziądz.

## Charakterystyka
Ogólnopolski Festiwal Interpretacji Piosenki Aktorskiej jest jedną z imprez kulturalnych o zasięgu krajowym organizowaną przez bydgoski Pałac Młodzieży. Festiwal adresowana jest do młodzieży szkół ponadgimnazjalnych i wyższych uczelni w wieku 16-26 lat. W jury zasiadają m.in. Jerzy Satanowski oraz Jan Poprawa. 
Wykonawcy kwalifikują się do konkursu na podstawie nagrań. Kandydaci podczas przesłuchań wykonują dwie piosenki z towarzyszeniem żywego akompaniamentu lub przygotowanego pół-playbacku. Jury kwalifikuje do koncertu galowego około dziesięciu wykonawców. Podczas festiwalu organizowane są również warsztaty wokalne, dzięki którym młodzi wykonawcy mają możliwość rozwijania swoich zdolności aktorskich i wokalnych.
Koncerty galowe odbywają się na scenie Teatru Polskiego w Bydgoszczy. Są to profesjonalnie wyreżyserowane widowiska muzyczne, które dzieją się w specjalnie przygotowanej scenografii, z udziałem tancerzy i aktorów. Od 2001 r.  podczas koncertów galowych prezentowane są musicale w wykonaniu zespołów Pałacu Młodzieży w Bydgoszczy, m.in.: Teatru Plastycznego „Witryna”, Zespołu Tańca Współczesnego „Brax”, Zespołu Wokalnego „Nonenonno” i Studia Piosenki Aktorskiej.

## Cele Festiwalu
- popularyzacja piosenki aktorskiej;
- promocja młodych talentów poprzez wyłanianie najbardziej uzdolnionych aktorsko i wokalnie uczestników;
- integracja środowisk muzycznych i teatralnych z całej Polski;
- stworzenie w Bydgoszczy miejsca i artystycznego klimatu dla młodych adeptów sceny piosenki aktorskiej;
- poszerzenie oferty kulturalnej miasta oraz jedna z form jego promocji.

## Nagrody
Podczas festiwalu jury przyznaje następujące nagrody: 
- Grand Prix – w postaci nagrody finansowej,
- zdobywca Grand Prix festiwalu kwalifikowany jest do Studenckiego Festiwalu Piosenki w Krakowie,
- nagrody rzeczowe ufundowane przez sponsorów i patronów medialnych imprezy.